# DreamWorks Channel
DreamWorks Channel, cunoscut adesea sub numele de DreamWorks, un post de televiziune cu plată deținut și operat de divizia NBCUniversal International Networks a NBCUniversal, o subsidiară a Comcast. Lansat pentru prima dată în Asia de Sud-Est pe 1 august 2015, s-a extins în restul Asiei, precum și în Europa, Africa, Oceania și America Latină. grila sa de programe este dominată de producții ale DreamWorks Animation.
Omologul său din Statele Unite este Universal Kids, care s-a lansat pe 9 septembrie 2017, drepturile asupra grilei de programe a DreamWorks Animation din țară fiind gestionate și de Netflix și alte rețele locale, cum ar fi serviciul soră al DreamWorks, Peacock.

## Versiuni internaționale
| Țară                              | Tip      | Data de lansare    | Universal+ inclus? | sursă               |
| --------------------------------- | -------- | ------------------ | ------------------ | ------------------- |
| Thailanda (Engleză)               | canal TV | 1 august 2015      | Nu                 | [ 1 ]               |
| Thailanda (Thai)                  | canal TV | 1 septembrie 2015  | Nu                 | [ 1 ]               |
| Malaysia                          | canal TV | 10 septembrie 2015 | Nu                 | [ 2 ]               |
| Indonezia                         | canal TV | 2 martie 2016      | Nu                 | [ 3 ]               |
| Singapore                         | canal TV | 3 martie 2016      | Nu                 | [ 4 ]               |
| Hong Kong (Engleză)               | canal TV | 1 aprilie 2016     | Nu                 | [ 5 ]               |
| Macau (Engleză)                   | canal TV | 1 aprilie 2016     | Nu                 | [ 5 ]               |
| Hong Kong (Cantoneză)             | canal TV | 1 aprilie 2016     | Nu                 | [ 5 ]               |
| Macau (Cantoneză)                 | canal TV | 1 aprilie 2016     | Nu                 | [ 5 ]               |
| Coreea de Sud                     | canal    | 3 mai 2016         | Nu                 | [ 6 ]               |
| Coreea de Sud                     | SVOD     | 3 mai 2016         | Nu                 | [ 6 ]               |
| Estul Mijlociu și Africa Nordică  | canal    | 1 august 2016      | Nu                 | [ 7 ] [ 8 ]         |
| Țările de Jos                     | canal    | 23 iulie 2019      | Nu                 | [ 9 ]               |
| Vietnam                           | canal    | 1 aprilie 2020     | Nu                 | [ necesită citare ] |
| Australia (pop-up channel)        | canal    | 1 iunie 2020       | Nu                 | [ 10 ]              |
| Africa Subsahariană (original)    | canal    | 03 august 2020     | Nu                 | [ 11 ]              |
| Spania                            | canal    | 22 februarie 2021  | Da                 | [ 12 ]              |
| Hong Kong (Mandarină)             | canal    | 17 iunie 2021      | Nu                 | [ 5 ]               |
| Macau (Mandarină)                 | canal    | 17 iunie 2021      | Nu                 | [ 5 ]               |
| Australia (24/7 channel)          | canal    | 1 iulie 2021       | Nu                 | [ 13 ]              |
| Filipine (Filipineză)             | canal    | 11 septembrie 2021 | Nu                 | [ 14 ]              |
| Thailanda (relansare TrueVisions) | canal    | 1 octombrie 2021   | Nu                 | [ 15 ]              |
| Filipine (Engleză)                | canal    | 15 noiembrie 2021  | Nu                 | [ 16 ]              |
|                                   | canal    |                    |                    |                     |